# Triphleba occidentalis
Triphleba occidentalis är en tvåvingeart som först beskrevs av Charles Thomas Brues 1908.  Triphleba occidentalis ingår i släktet Triphleba och familjen puckelflugor. Inga underarter finns listade i Catalogue of Life.